# Thallwitz
Thallwitz è un comune di 3.792 abitanti della Sassonia, in Germania.

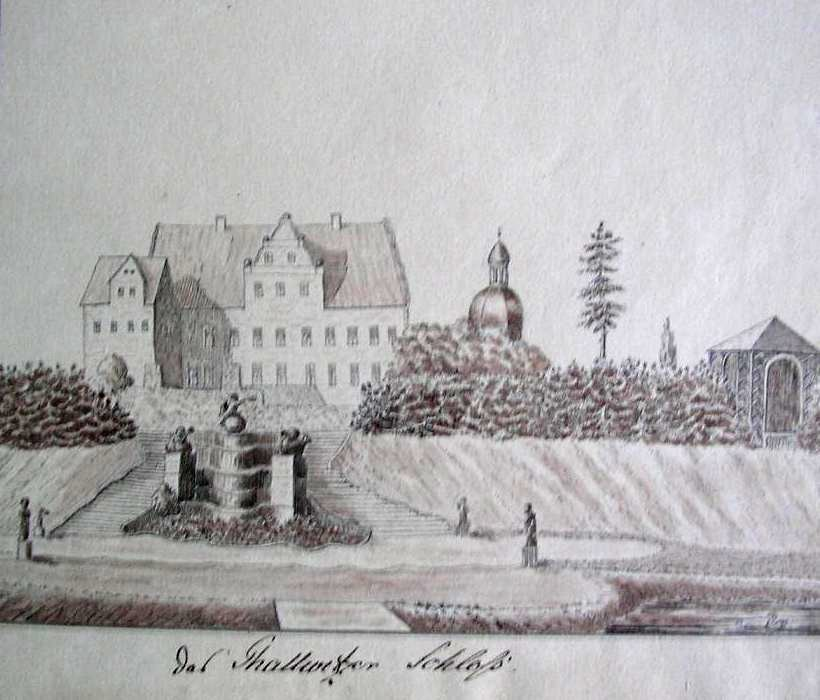
Schloss Thallwitz, 19.Jahrhundert

Appartiene al circondario (Landkreis) di Lipsia (targa L).